# Омниум
О́мниум (от лат. omnium) — дисциплина в трековом велоспорте, включающая в себя состязания по нескольким видам гонок на треке. С 2012 года является олимпийской дисциплиной.

## История
Впервые омниум был включён в программу Олимпийских игр в Лондоне 2012 года.
Ранее состав омниума неоднократно менялся.
До 2016 года включительно в него входило 6 дисциплин, соревнования по которым проводились на протяжении двух дней в следующем порядке:
1. Круг с хода
2. Гонка по очкам (30 км у мужчин, 20 км — у женщин)
3. Гонка на выбывание
4. Индивидуальная гонка преследования
5. Скрэтч
6. Гит с места[1]

Победителем омниума становился спортсмен с наименьшей суммой занятых мест.

## Описание
В настоящий момент омниум состоит из 4 дисциплин, соревнования по которым проводятся в один день в следующем порядке:
1. Скрэтч
2. Темповая гонка
3. Гонка на выбывание
4. Гонка по очкам (25 км у мужчин, 20 км у женщин, у юниоров дистанция сокращена на 5 км)

По результатам состязаний в первых трех гонках подводится итог. За первое место в каждой из дисциплин спортсмену присуждается 40 очков, за каждое последующее — на 2 очка меньше. Гонщикам, занявшим 21-е и последующие места, даётся по одному очку.
Финальное состязание — гонка по очкам — проводится с учётом набранных очков, т. е. очки прибавляются к очкам, полученным ранее, или отнимаются от них.
Победителем омниума считается спортсмен, набравший наибольшее количество очков.